# سال‌های شیرین
سال‌های شیرین (لهستانی: Miodowe lata) یک کمدی موقعیت تلویزیونی لهستانی است که مابین سال‌های ۱۹۹۸ تا ۲۰۰۳ از شبکهٔ پلست پخش می‌شد.

## گزیدهٔ بازیگران
- سزاری ژاک
- کاتاژینا ژاک
- آرتور بارچیش
- آگنیشکا پیلاشفسکا
- دوروتا خوتتسکا
- مارتا لیپینسکا
- مارک بارباشیویچ
- یانوش اونوفروویچ
- کشیشتف دراچ
- رافائو شیشیتسکی
- وویچیخ ویسوتسکی
- مارچین سُسنوفسکی
- پیوتر نواک
- یاتسک براچیاک
- مارک بارگیه‌ئوفسکی
- آندژی نیمیرسکی
- توماش بورکوفسکی
- تادئوش وویتیخ
- ووادیسواف گِژیوْنا
- لئون نیمچیک
- ماچئی دامینتسکی
- ماگدالنا کاتسپشاک
- امیلیان کامینسکی
- آرکادیوش نادر
- داریوش بیسکوپسکی
- پیوتر بوروفسکی
- ماچئی مارچفسکی
- پشمیسواف کاچینسکی
- گژگوش ماوِتسکی
- پاوئو نوویش
- سیلویا یوشچاک-کراوچیک
- رادوسواف پازورا
- پیوتر شیفکیـِویچ
- کریستینا کوئوجِـیچیک
- توماش ساپریک
- یژی واپینسکی
- یاتسک لنارتوویچ
- روبرت چبوتار
- وویچیخ کالاروس
- ماگدالنا گناتوفسکا
- لخ دیبلیک
- سواوومیر پاتسک
- وویچیخ اسکیبینسکی
- یانوش زاکژینسکی
- سزاری مورافسکی
- الکساندرا گورسکا
- نوربرت راکوفسکی
- استانیسواوا تسلینسکا
- آندژی خیرا
- پیوتر چیرووس
- الکساندرا یوستا
- کاتاژینا وانیفسکا
- آندژی پیشچاتوفسکی
- استانیسواف برودنی
- پیوتر پولک
- والدمار بواشچیک
- مارک فرانتسکوویاک
- پاوئو توخولسکی
- ماریان گلینکا
- رافائو کرولیکوفسکی
- گژگوش وُنس
- سونیا بوخوشیه‌ویچ
- الژبیتا یاروشیک
- ایوونا رولویچ
- کشیشتف استلماژیک
- آنیتا یانچا
- آلدونا اورمان
- زوفیا سارتوک
- یرژی روگالسکی
- ویولتا آرلاک
- یاتسک روزنک
- پائولینا کیناشفسکا
- سباستیان کنراد
- الکساندرا پولووفسکا
- کریستینا فلدمان
- اِوا تِـلِـگا
- ویتولد ویلینسکی
- مارک لواندوفسکی
- وویچیخ آلابورسکی
- یان ماخولسکی
- هالینا ماخولسکا
- یاروسواف بوبرک
- آندژی بلومنفلد
- بارتوش ابوخوویچ
- لخ واتوتسکی
- پیوتر کوزووفسکی
- رناتا برگر
- یاتسک کاوالتس
- لوتسینا مالتس
- الگا ساویتسکا
- اوا گاوریلوک
- اوا زوئوتوفسکا
- ویتولد دنبیتسکی
- سیلوستر ماچیفسکی
- بارتومیئی شویدرسکی
- زبیگنیف سوشنسکی
- لِـشِک زدونی
- سواوومیر اوژخوفسکی
- الکساندر میکووایچاک
- آنا ساموشونک
- توماش ددک
- مارچین بوساک
- زوفیا چروینسکا
- کریستینا تکاچ
- میروسواف زبرویویچ
- آنا گورنوستای
- ماچئی ویژبیتسکی
- ماگدالنا وویچیک
- بوریس شیتس
- دوروتا دلونگ
- پیوتر پرنگوفسکی
- ماوگوژاتا سُخا
- تِـرِسا لیپووسکا
- ماگدالنا والاخ
- آنیتا سوکووفسکا
- یوآنا لیشوفسکا
- مایا هیرش
- هنریک گوونبیفسکی
- پیوتر اسکارگا
- گراژینا ژیلینسکا
- اِولینا سرافین
- ماگدالنا مازور
- وویچیخ پوکرا
- آرکادیوش یانیچک
- توماش کُت
- زبیگنیف وودتسکی (در نقش خودش)
- آندژی گرابوفسکی (در نقش خودش)